# Morana Zibar
Morana Zibar (Zagreb, 1977.) hrvatska je kvizašica i prevoditeljica, poznata po kvizu Potjera u kojem sudjeluje kao lovkinja od 2013. godine.

## Životopis
Pohađala je Filozofski fakultet Sveučilišta u Zagrebu na kojem je 2002. diplomirala engleski i hrvatski jezik, a magistrirala komparativnu književnost te se iste godine zaposlila u Turističkoj zajednici Grada Zagreba. Od 2007. godine radi kao slobodna prevoditeljica i lektorica. Smatra se poluamaterkom za vino i gastronomiju, u što je zašla pišući blog.
Već s 18 godina počela je sudjelovati u raznim kvizovima. Pravi početak njezine kvizaške karijere bio je u kvizu Kviskoteka, kojeg je emitirala Televizija Zagreb. Pobjede je, osim u Kviskoteci, ostvarila i u ostalim kvizovima, poput Milijunaša i Najslabije karike. Godine 2013. zajedno s Deanom Kotigom i Mirkom Miočićem sudjeluje u kvizu Potjera (kasnije i Superpotjeri), u kojemu do danas radi kao lovkinja.